# Mu'ayyad al-Din al-'Urdi
Muʾayyad al-Dīn al-ʿUrḍī (in arabo ‎?; ʿUrḍ, 1200 c. – Maragha, 1266) è stato un astronomo arabo di Siria.
Talora indicato con l'epiteto al-ʿĀmirī al-Dimashqī, in quanto nato nei pressi della città siriana, fu una figura di rilievo nel panorama scientifico del mondo islamico medievale. Lavorò come ingegnere idraulico e insegnante di Geometria a Damasco, e fabbricò strumenti per al-Malik al-Manṣūr signore di Ḥimṣ dal 1239 al 1245.
Negli anni Cinquanta del XIII secolo si spostò a Maragha dopo che Naṣīr al-Dīn Ṭūsī gli chiese di aiutarlo a dar vita all'osservatorio di Maragha sotto l'alto patronato del mongolo Hulagu.
È noto per essere stato il primo degli astronomi di Maragha a sviluppare un modello non-tolemaico per le mozioni planetarie. In particolare, il lemma Urdi che sviluppò fu più tardi impiegato nel modello geocentrico di Ibn al-Shatir nel XIV secolo e in quello eliocentrico copernicano nel XVI secolo.
I lavori di maggior pregio di al-ʿUrḍī sono la Risālat al-raṣd, un trattato sugli strumenti per l'osservazione, e il Kitāb al-Hayʾa, un'opera di astronomia teoretica. La sua influenza può essere riscontrata in Bar Hebraeus e in Qotb al-Din Shirazi, oltre alle diverse citazioni rintracciabili nei lavori di Ibn al-Shatir.
Come architetto e ingegnere, fu responsabile della costruzione di strutture per il rifornimento idrico di Damasco.

## Il Lemma di al-ʿUrḍī
"Il Lemma di al-ʿUrḍī" era un'estensione del Teorema di Apollonio